# Liste des monarchies en Océanie
Il existe six monarchies en Océanie. Ce sont des États souverains autonomes où le pouvoir suprême appartient à un chef héréditaire individuel, qui est reconnu comme le chef de l'État. Toutes les monarchies de ce continent sont constitutionnelles. Le souverain hérite de sa charge, la conserve généralement jusqu'à sa mort ou son abdication et est lié par les lois et coutumes dans l'exercice de ses pouvoirs. Parmi les six monarchies en Océanie, cinq font partie des royaumes du Commonwealth et ont donc comme chef d'État respectif le roi Charles III. La seule monarchie qui ne partage pas son monarque avec un autre État est le royaume des Tonga. Cette liste inclut également le monarque maori, reconnu par la Nouvelle-Zélande, et les trois rois coutumiers de Wallis-et-Futuna, reconnus par l'État français.  

## Monarchies actuelles
| État                                          | Régime          | Succession                                                    | Dynastie | Titre       | Titulaire | Titulaire                            | Règne depuis le  | Héritier apparent                                                        |
| --------------------------------------------- | --------------- | ------------------------------------------------------------- | -------- | ----------- | --------- | ------------------------------------ | ---------------- | ------------------------------------------------------------------------ |
| Commonwealth d'Australie                      | Constitutionnel | Héréditaire (primogéniture absolue)                           | Windsor  | Roi         |           | Charles III 14 novembre 1948         | 8 septembre 2022 | William, prince de Galles                                                |
| Royaume de Nouvelle-Zélande                   | Constitutionnel | Héréditaire (primogéniture absolue)                           | Windsor  | Roi         |           | Charles III 14 novembre 1948         | 8 septembre 2022 | William, prince de Galles                                                |
| État indépendant de Papouasie-Nouvelle-Guinée | Constitutionnel | Héréditaire (primogéniture absolue)                           | Windsor  | Roi         |           | Charles III 14 novembre 1948         | 8 septembre 2022 | William, prince de Galles                                                |
| Îles Salomon                                  | Constitutionnel | Héréditaire (primogéniture absolue)                           | Windsor  | Roi         |           | Charles III 14 novembre 1948         | 8 septembre 2022 | William, prince de Galles                                                |
| État des Tuvalu                               | Constitutionnel | Héréditaire (primogéniture absolue)                           | Windsor  | Roi         |           | Charles III 14 novembre 1948         | 8 septembre 2022 | William, prince de Galles                                                |
| Royaume des Tonga                             | Constitutionnel | Héréditaire (primogéniture cognitive de préférence masculine) | Tupou    | Roi         |           | Tupou VI 12 juillet 1959             | 18 mars 2012     | Tupoutoʻa ʻUlukalala                                                     |
| Territoire                                    | Régime          | Succession                                                    | Dynastie | Titre       | Titulaire | Titulaire                            | Règne depuis le  | Héritier apparent                                                        |
| Îles Pitcairn, Henderson, Ducie et Oeno       | Constitutionnel | Héréditaire (primogéniture absolue)                           | Windsor  | Roi         |           | Charles III 14 novembre 1948         | 8 septembre 2022 | William, prince de Galles                                                |
| Monarchies traditionnelles                    |                 |                                                               |          |             |           |                                      |                  |                                                                          |
| Territoire ou mouvement                       | Régime          | Succession                                                    | Dynastie | Titre       | Titulaire | Titulaire                            | Règne depuis le  | Héritier apparent                                                        |
| Mouvement du roi maori (Nouvelle-Zélande)     | Traditionnel    | Élective                                                      | Aucune   | Reine       |           | Ngā Wai Hono i te Pō 13 janvier 1997 | 5 septembre 2024 | Élu par les chefs des tribus membres du Kingitanga à la mort du monarque |
| Uvea (Wallis-et-Futuna, France)               | Traditionnel    | Élective                                                      | Aucune   | Lavelua     |           | Patalione Kanimoa                    | 17 avril 2016    | Élus parmi les membres des familles nobles (les 'aliki)                  |
| Alo (Wallis-et-Futuna, France)                | Traditionnel    | Élective                                                      | Aucune   | Tuiagaifo   |           | Vacant                               | 1er octobre 2022 | Élus parmi les membres des familles nobles (les 'aliki)                  |
| Sigave (Wallis-et-Futuna, France)             | Traditionnel    | Élective                                                      | Aucune   | Tu'i Sigave |           | Eufenio Takala                       | 5 mars 2016      | Élus parmi les membres des familles nobles (les 'aliki)                  |

### Australie
Dès le début du XVIIe siècle, les explorateurs européens, notamment britanniques, colonisent le continent australien. Ainsi, en 1788, le royaume de Grande-Bretagne fonde et peuple une la région de Sydney sous les ordres du premier gouverneur Arthur Phillip. Avant la colonisation européenne, environ un demi-million d'Aborigènes australiens formaient des centaines de groupes sociaux différents les uns des autres. Le gouvernement britannique donne l'opportunité aux Aborigènes de se gouverner eux-mêmes en échange de terres. Le 9 juillet 1900, la reine Victoria promulgue le Commonwealth of Australia Act qui donne à l'Australie sa propre Constitution fédérale et son propre gouvernement. Le 1er janvier 1901, le gouverneur général, Lord Hopetoun, déclare la fédération de six États australiens et de plusieurs territoires à Centennial Park, à Sydney. Puis, le Statut de Westminster accorde l'égalité aux royaumes. Enfin, le 3 mars 1986, l'Australia Act (promulgué au Royaume-Uni et en Australie) donne à l'Australie sa pleine indépendance, même si en pratique, elle fonctionnait déjà principalement de manière indépendante. 
En 1999, l'Australie organise un référendum sur la possibilité de transformer la monarchie en république. Avec une participation de plus de 95 %, 54,87 % des Australiens s'expriment en faveur du « non ». De plus, tous les États ont rejeté la proposition. 
La monarchie australienne se compose, aujourd'hui, de six États fédérés et de trois territoires fédéraux (comprenant la baie de Jervis). De plus, le gouvernement fédéral administre un certain nombre de territoires externes : les îles Ashmore-et-Cartier, l'île Christmas, les îles Cocos, les îles de la mer de Corail, les îles Heard-et-MacDonald, l'île Norfolk et le territoire antarctique australien.

### Nouvelle-Zélande
Les Maoris, un peuple polynésien, colonisent les îles de la Nouvelle-Zélande vers 1300 après notre ère. Puis, les premiers explorateurs européens arrivent de Batavie en 1642 sous le commandement de Abel Tasman. Le traité de Waitangi, signé le 6 février 1840, est un accord entre les chefs maoris de l'île du Nord et les représentants de la Couronne britannique. Ratifié par la suite par plus de 500 autres chefs maoris de Nouvelle-Zélande. Après le traité, les îles de la Nouvelle-Zélande deviennent une colonie britannique et la reine Victoria devient le monarque de la Nouvelle-Zélande. 
Aujourd'hui, le royaume de Nouvelle-Zélande comprend deux États associés (Niue et les Îles Cook) ainsi que les territoires des Tokelau et la dépendance de Ross (revendication territoriale de la Nouvelle-Zélande en Antarctique). 

### Papouasie-Nouvelle-Guinée
L'actuel monarque de Papouasie-Nouvelle-Guinée est le roi Charles III. Le monarque est, cependant, représenté constitutionnellement par le gouverneur général de Papouasie-Nouvelle-Guinée, dont les rôles et pouvoirs sont définis par la Constitution de l'État indépendant de Papouasie-Nouvelle-Guinée. 
L'île de Nouvelle-Guinée est partagée entre l'Allemagne (qui occupe en 1884 la partie nord-est de l'île de Nouvelle-Guinée et les îles environnantes), l'Australie (qui, à partir de 1902, administre le Territoire de la Papouasie, soit la partie sud-est de l'île de Nouvelle-Guinée) et les Pays-Bas (qui occupent la Nouvelle-Guinée occidentale). L'île est stratégiquement importante, car située à proximité immédiate de l'Australie. Après avoir été gouvernée par les trois puissances extérieures depuis 1884, la Papouasie-Nouvelle-Guinée obtient son indépendance de l'Australie en 1975. L'île devient une monarchie du Commonwealth avec sa propre Constitution. 

### Îles Salomon
Comme pour la Papouasie-Nouvelle-Guinée, le chef de l'État des Îles Salomon est le roi Charles III. L'État fait donc partie des royaumes du Commonwealth. Cependant, les pouvoirs constitutionnels du monarque sont presque entièrement délégués au gouverneur général des Îles Salomon.

### Tonga
La maison de Tupou a été formée en 1875 lorsque le rôle constitutionnel du monarque a été mis en avant.
En 2006, le roi George Tupou V fait face à des émeutes pro-démocratiques. Afin de mettre fin à ces instabilités, en juillet 2008, trois jours avant son couronnement, le roi annonce qu'il renonce à la plupart de ses pouvoirs et sera guidé par les recommandations de son Premier ministre sur la plupart des questions. 
Le monarque actuel du Tonga est Tupou VI. 

### Tuvalu
Comme pour la Nouvelle-Zélande, les premiers habitants des Tuvalu étaient des Polynésiens. Ainsi, à la fin du XIXe siècle, les îles tombent sous la sphère d'influence du Royaume-Uni. Les îles Ellice sont alors administrées par la Grande-Bretagne dans le cadre d'un protectorat de 1892 à 1916, puis dans le cadre de la colonie des îles Gilbert et Ellice de 1916 à 1974. En 1974, les habitants des îles Ellice votent pour le statut de dépendance britannique rattaché aux Tuvalu, se séparant des îles Gilbert qui deviennent Kiribati au moment de l'indépendance. Les Tuvalu deviennent totalement indépendantes au sein du Commonwealth en 1978. 
Le référendum constitutionnel du 30 avril 2008 donne une large majorité au maintien de la monarchie sur l'île avec 1 260 voix contre 679. 

### Wallis-et-Futuna
Wallis-et-Futuna est une collectivité d'outre-mer de la République française composée de trois îles principales (Wallis, Futuna et Alofi, cette dernière étant inhabitée) et un certain nombre de petits îlots. La collectivité est composée de trois royaumes traditionnels : Uvea, sur l'île de Wallis, Sigave, sur la partie ouest de l'île de Futuna, et Alo, sur l'île d'Alofi et sur la partie est de l'île de Futuna. Le roi d'Uvea est Patalione Kanimoa et le roi de Sigave est Eufenio Takala. Ils règnent tous deux depuis 2016. Le trône d'Alo est occupé depuis 2018 par Lino Leleivai, désigné par le Conseil des chefs après l'abdication de Filipo Katoa, couronné en 2016, qui a abdiqué le 3 octobre 2018. 
Le territoire est intégré dans le protectorat de Wallis-et-Futuna en 1888 et placé sous l'autorité d'une autre colonie française, la Nouvelle-Calédonie. Les habitants des îles votent lors d'un référendum en 1959 pour devenir une collectivité d'outre-mer de la France, effective en 1961. Les habitants élisent une assemblée territoriale dont le président devient chef du gouvernement. Son cabinet, le conseil du territoire, est composé des trois rois et de trois ministres nommés. Outre ce rôle parlementaire limité que jouent les rois, les systèmes juridiques coutumiers des différents royaumes ont une certaine compétence dans les domaines du droit civil. L'administrateur supérieur (du rang de préfet) représente l’État français et doit gouverner avec les rois coutumiers ; il ne peut interférer dans les affaires coutumières.

## Anciennes monarchies
Remarque : les dates d'abolition correspondent au moment où les royaumes ont perdu leur souveraineté ; parfois la royauté était encore conservée sous la domination coloniale.
- Îles Marquises (souveraineté en 1842) ;
  - Taiohae (Nuku Hiva) (abolie en 1901) ;
  - Tahuata (abolie en 1889) ;
- Royaume de Tahiti (abolie en 1880) ;
- Mangareva (abolie en 1881) ;
- Rapa (abolie en 1881) ;
- Royaume de l'île de Pâques (abolie en 1888) ;
- Royaume de Bora Bora (abolie en 1895) ;
- Royaume de Raiatea (abolie en 1888) ;
- Royaume de Rarotonga (abolie en 1893) ;
- Royaume d'Hawaï (abolie en 1893) ;
- Huahine (abolie en 1895) ;
- Niuē-Fekai (abolie en 1900) ;
- Rurutu (abolie en 1900) ;
- Rimatara (abolie en 1901) ;
- Royaume des Fidji (abolie en 1874) ;